# Регіональний ландшафтний парк «Дністровський»
Регіона́льний ландша́фтний парк «Дністéрський» — об'єкт природно-заповідного фонду України, регіональний ландшафтний парк. Розташований у межах Тлумацького та Городенківського районів Івано-Франківської області. 

## Відомості
Площа 19656,0 га. Створений у 1993 році. 
Територія ландшафтного парку простягається порівняно вузькою смугою вздовж правого берега річки Дністер. Під охороною — мальовничі ландшафти в районі Дністровський каньйону з цікавими об'єктами природи (скелі, водоспади, ліси, пагорби з рідкісною степовою рослинністю), а також пам'ятки історії та архітектури. 
На території парку розташовані:
- Пам'ятки природи: «Неопалима купина» (0,5 га, ростуть рідкісні степові види айстр), «Папороть-листовик» (0,5 га, на великому камені росте реліктовий вид папороті).
- Заповідні урочища: «Крива» і «Громовий міст».
- Раковецький замок.
- Чернелицький замок.
- Буківнянське городище (село Буківна).
- Пам'ятки археології в селі Незвисько.
- Водоспад Дівочі Сльози
- Делівські водоспади[1].

## Природні пам'ятки у складі парку
До складу території регіонального ландшафтного парку «Дністровський» входять такі об'єкти ПЗФ України: 
- Пам'ятки природи місцевого значення
  - «Неопалима купина», ботанічна
  - «Папороть-листовик», ботанічна
  - «Гора Червона», ботанічна
  - «Петрівська липа», ботанічна
  - «Данчиця» («Петрів»), комплексна,
- Заповідні урочища
  - «Крива»
  - «Громовий міст»
  - «Нижнівське»
  - «Долинянське»